# Camponotus fuscocinctus
Camponotus fuscocinctus är en myrart som beskrevs av Carlo Emery 1888. Camponotus fuscocinctus ingår i släktet hästmyror, och familjen myror. Inga underarter finns listade.